# 原町火力発電所
原町火力発電所（はらまちかりょくはつでんしょ）は、福島県南相馬市原町区金沢字大船にある東北電力の石炭火力発電所。

## 概要
福島県南相馬市の太平洋岸に位置する石炭火力発電所。1997年7月に1号機が運転を開始、2号機までが建設された。使用する燃料は、全量海外炭であったが、2010年より木質バイオマスの混焼を始めた。
従来、石炭火力は煙突よりばい煙を噴出し公害をイメージするものとして描かれる事が多かったが、集塵装置を始めとする「硫黄酸化物・窒素酸化物・ばい煙」の防止対策、騒音、一般排水、温排水などへの対策に最新の技術を導入して環境負荷の低減を図っている。
1号機は、東北電力では初となる国内最大規模の100万kW機となり、主蒸気温度566℃、再熱蒸気温度593℃、主蒸気圧力24.5MPaとした超々臨界圧のボイラーおよび蒸気タービンを採用し、44%を超える熱効率を達成するなど世界最高水準の設備を導入した。更に2号機では主蒸気温度、再熱蒸気温度共に600℃まで高め、更なる効率向上を図った。
また、本発電所敷地内には、メガソーラー発電所である「原町太陽光発電所」が建設され、2015年1月15日に運転を開始した。
2011年（平成23年）3月11日に発生した東北地方太平洋沖地震（東日本大震災）によって被災（後述）したため送電を停止していたが、2013年（平成25年）3月29日に2号機、同年4月26日に1号機の営業運転を再開した。
2022年（令和4年）3月16日、福島県沖地震により1号機が自動停止。ボイラーや燃料用設備の被害も生じた。
同年5月10日に1号機の運転を再開した。

## 発電設備
- 総出力：200万  kW[4]
- 総面積：約153万 m2

1号機
定格出力：100万 kW
使用燃料：石炭（海外炭）、木質バイオマス
ボイラー：三菱重工業
タービン：東芝
発電機：東芝
蒸気条件：超々臨界圧（Ultra Super Critical）
熱効率：44 %（低位発熱量基準）
営業運転開始：1997年7月11日
2号機
定格出力：100万 kW
使用燃料：石炭（海外炭）、木質バイオマス
ボイラー：バブコック日立
タービン：日立製作所
発電機：日立製作所
蒸気条件：超々臨界圧（USC）
熱効率：44 %（低位発熱量基準）
営業運転開始：1998年7月3日
原町太陽光発電所
出力：約1,000 kW
太陽電池モジュール：単結晶シリコン
着工：2014年3月25日
営業運転開始：2015年1月15日

## 東北地方太平洋沖地震による被害
2011年3月11日、東北地方太平洋沖地震で施設が高さ18mの津波の直撃により、甚大な被害が発生した。避難時に社員1人が死亡し、油漏れによる火災が発生。揚炭機全4機が破損し、8万トン級の石炭船も沈没した。同発電所は福島第一原子力発電所事故による緊急時避難準備区域内であり、復旧作業が進んでいなかったが2011年9月に緊急時避難準備区域が解除となりようやく復旧作業が開始した。当初は2013年夏頃の復旧を予定していたが、復旧作業が順調に進んだ結果、2012年11月3日に2号機で、2013年1月28日に1号機でそれぞれ試運転を再開し、同年3月29日に2号機が、同年4月26日に1号機が営業運転を再開した。これにより東北電力では被災したすべての火力発電所が復旧した。

### 震災後のギャラリー
すべて2011年4月16日に撮影。

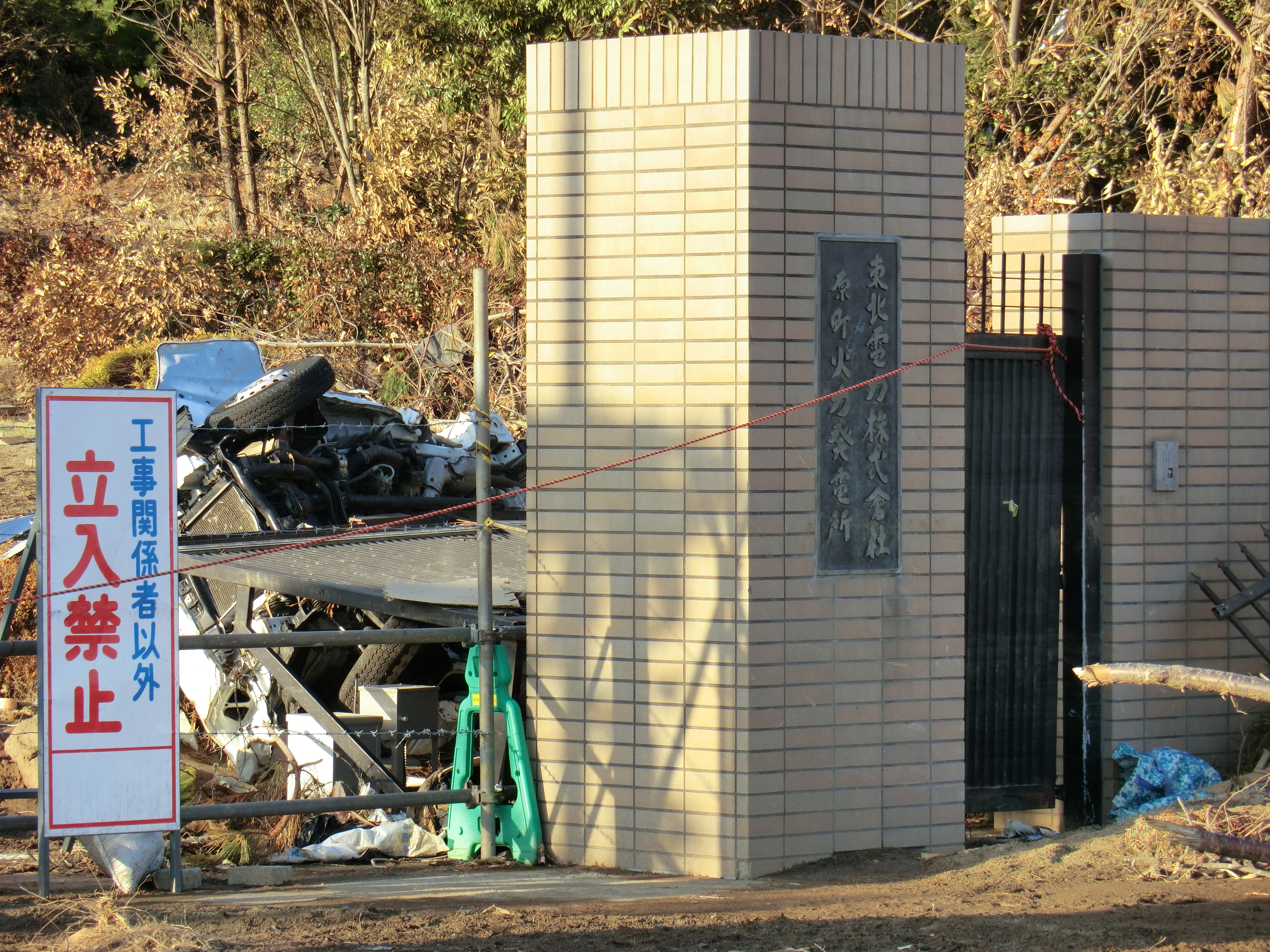
正門は閉鎖された。撮影当時、復旧の見通しが立っていなかった。
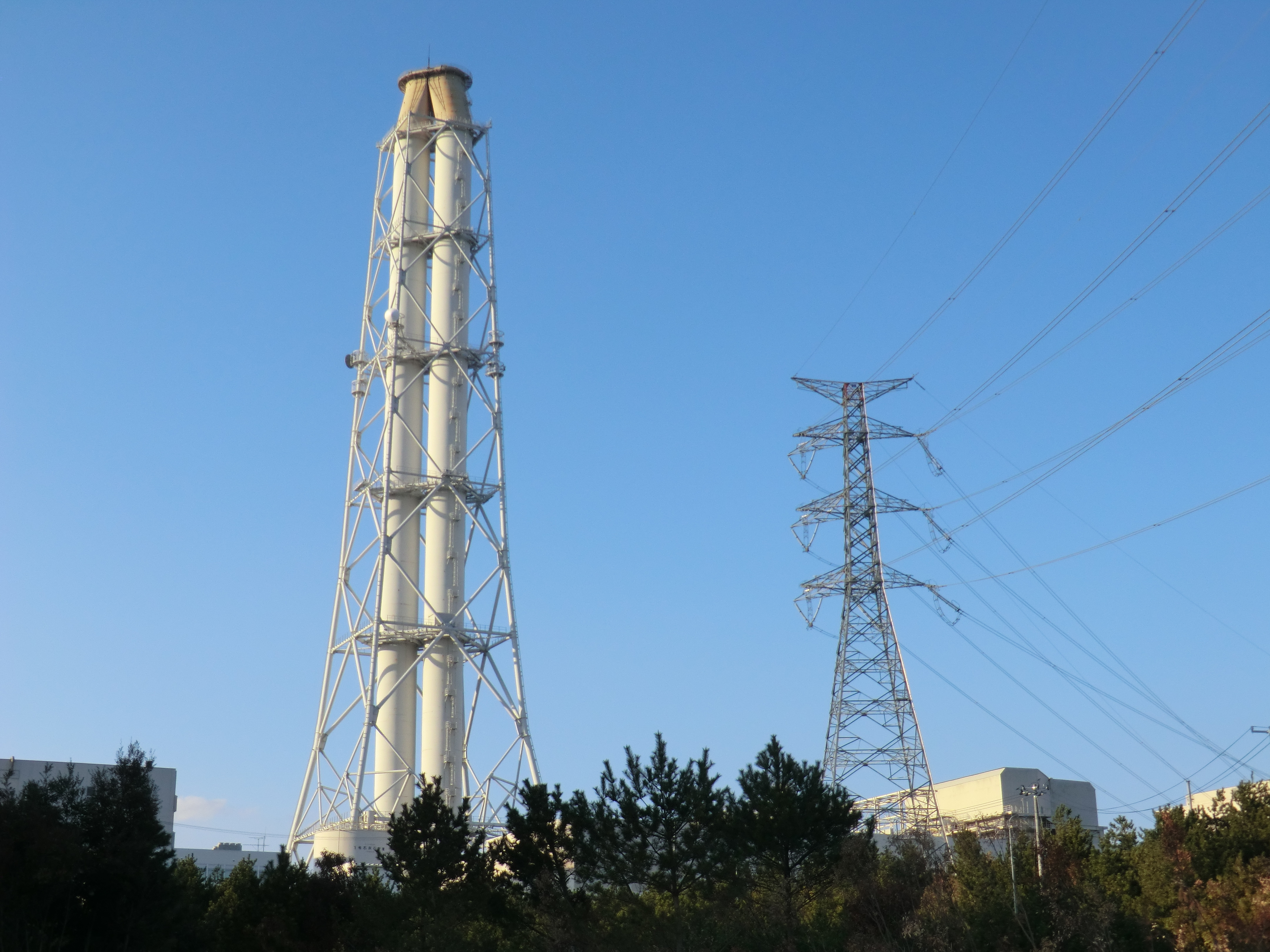
煙突を見る。
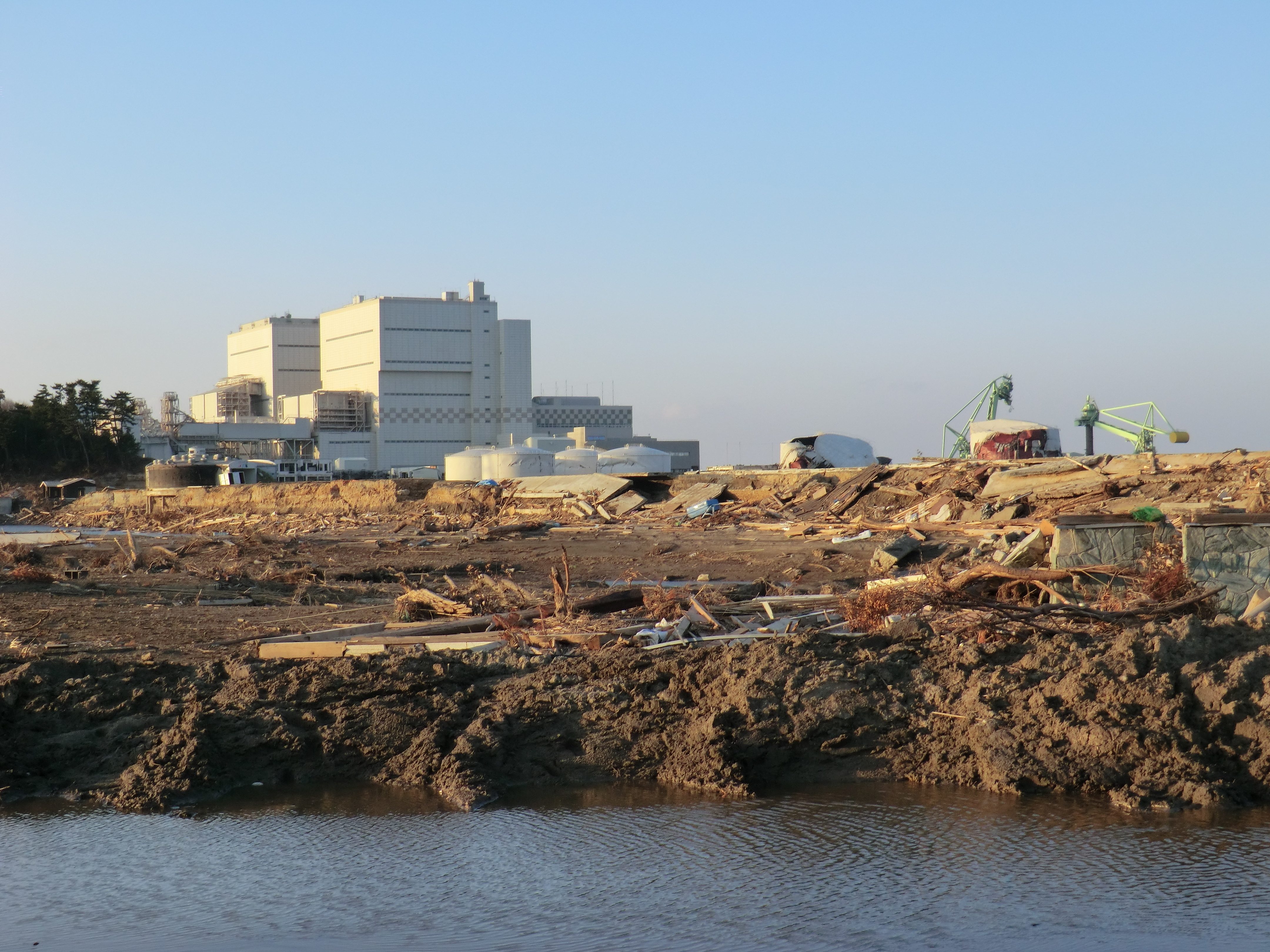
一部の燃料タンクが流失している。
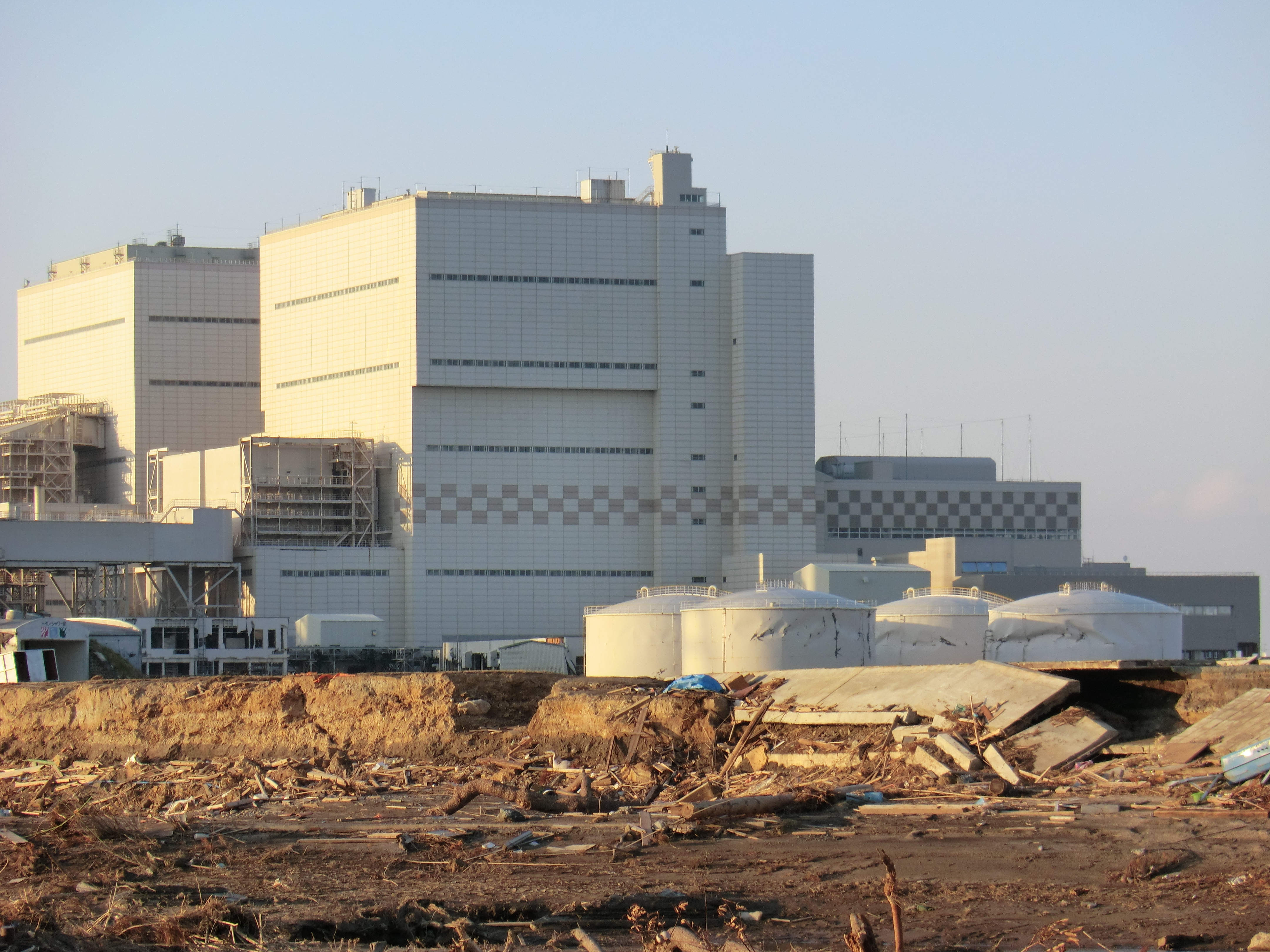
拡大画像。燃料タンクが流失、損傷していることがわかる。
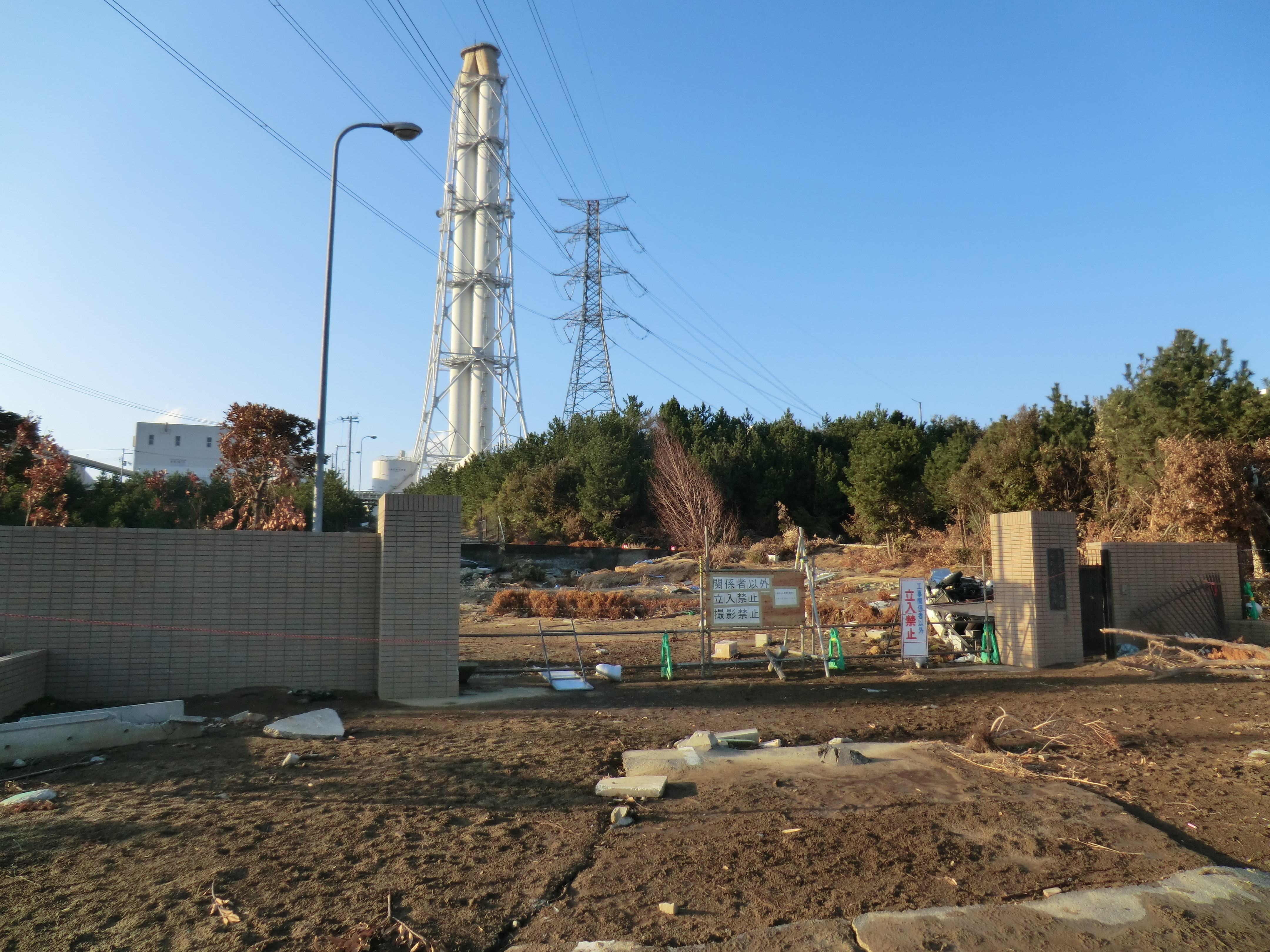
正門付近を敷地外から撮影。